# 21397 Леонтович
21397 Леонтович (21397 Leontovich) — астероїд головного поясу, відкритий 20 березня 1998 року.
Тіссеранів параметр щодо Юпітера — 3,569.